# Danville (Kentucky)
Danville è una città degli Stati Uniti d'America, nella contea di Boyle, nello Stato del Kentucky.